# Rachid Meziane
Rachid Meziane, né le 10 février 1980 à Clermont-Ferrand, est un entraîneur français de basket-ball.

## Biographie

### Carrière en France
Après avoir été six ans assistant d'Aldo Corno à Challes, il devient en 2012 entraîneur de Nice d'abord en LF2 puis en LFB. Malgré la relégation en Ligue 2 pour la saison 2014-2015, il est conservé par Nice et obtient la remontée dans l'élite pour la saison LFB 2015-2016. Nice étonne alors avec cinq victoires de rang pour commencer la saison, Rachid Meziane expliquant : « Il y a deux ans nous avions recruté 7 joueuses. Cette inter-saison, j’ai fait le choix de faire un recrutement moins important et de le limiter à 5 joueuses qui ont déjà performé en LFB pour composer le cinq majeur. Avec Gregory Muntzer [son assistant], nous avons effectué un gros travail de scouting pour choisir ces joueuses. Ensuite, nous avons su conserver les joueuses de la saison passée que nous voulions garder et avons intégré des jeunes issues de notre centre de formation. Cela a permis d’avoir une hiérarchie des fonctions au sein de l’équipe assez naturelle (...) A court terme, nous devons stopper l’effet ascenseur, stabiliser l’équipe première en LFB (...) A moyen terme, nous souhaitons devenir une valeur sûre de la division, et je pense qu’une métropole comme Nice mérite l’Eurocoupe. » Après une qualification européenne, il est reconduit durant l'été 2016 pour deux saisons supplémentaires. Durant l'été 2017, il rejoint le club de Montpellier, dont il est remercié quelques semaines après le début de sa deuxième saison au club héraultais, en raison de conflits avec le staff dirigeant. Il remplace Frédéric Dusart à Villeneuve-d'Ascq au printemps 2019 et assure le maintien du club en LFB.
Après son bon début de saison 2022-2023, il est prolongé de trois saisons supplémentaires en décembre 2022. Le club se qualifie pour la finale du championnat, s'inclinant lors de la manche décisive face à l'ASVEL. La saison suivante, le club dispute l'Euroligue, compétition où il s'incline en finale face au club turc de Fenerbahçe. Cette performance permet à Rachid Meziane se voir attribuer d'entraineur de la compétition. Sur la scène nationale, le club atteint de nouveau la finale du championnat. Lors de celle-ci, Villeneuve d’Ascq remporte les deux manches face à Basket Landes pour remporter le deuxième titre de son histoire après celui de 2017.

### Sélections
De 2014 à 2021, il est assistant entraîneur de l'équipe de France dirigée par Valérie Garnier, chargé de l'analyse vidéo, médaillé d'argent au championnat d'Europe 2015.
En janvier 2022, il est nommé entraîneur adjoint de Valéry Demory, qui est le nouvel entraîneur de la sélection féminine de la Belgique, puis en novembre 2022 à la faveur de l'éviction de Demory, il devient entraîneur titulaire de la sélection belge. Sous sa direction, celle-ci, qui participe en 2023 à son quatrième championnat d'Europe consécutif, ambitionne de faire mieux que sa 3e place en 2021. Invaincue au premier tour, l'équipe de Rachid Meziane élimine facilement la Serbie en quart de finale, puis s'impose sur le score de 67 à 63 face à la France, 6e nation au classement FIBA, dans un match tendu pour se qualifier pour la première finale européenne de son histoire. En finale, la Belgique bat l'Espagne sur le score de 64 à 58 et remporte son premier titre européen
La France et la sélection belge se retrouvent en demi-finale d'une grande compétition lors des Jeux olympiques d'été de 2024. Les Bleues prennent leur revanche en s'imposant lors de la prolongation sur le score de 81 à 75. La Belgique s'incline ensuite face à l'Australie dans le match pour la médaille de bronze. Malgré son engagement en WNBA avec le Sun du Connecticut, Meziane envisageait de poursuivre avec la sélection, mais il doit la quitter, avec un bilan de 29 victoires en 37 matches

### WNBA
En décembre 2024, Meziane est nommé entraîneur du Sun du Connecticut, en WNBA. Il prend ses fonctions le 31 décembre 2024 et devient le premier entraîneur formé en France à rejoindre la WNBA,. Meziane quitte aussi le poste de sélectionneur de l'équipe nationale belge.

## Carrière joueur
- 1997-2003 ASM Clermont (Cadets France, NM2, NM3)
- 2003-2006 Orcines (NM 3)

## Carrière entraîneur

### Clubs
- 1996-2003 : ASM Clermont (Ecole de Basket, Benjamins, Minimes et Cadets)
- 2003-2005 : Pôle Espoir Ligue Régionale Auvergne
- 2005 -2006 : Orcines (Cadets)
- 2006-2012 : Challes-les-Eaux Basket (assistant)
- 2012-2017 : Cavigal Nice Basket 06
- 2017-2018 : Montpellier
- 2018-2024 : Entente sportive Basket de Villeneuve-d'Ascq - Lille Métropole
- depuis 2025 : Sun du Connecticut (WNBA)

### Équipes nationales
- 2014-2021 : Équipe de France (assistant)
- 2022-2022 : Équipe de Belgique (assistant)
- 2022-2024 : Équipe de Belgique

### Palmarès

#### Clubs
- Vice-champion de LF2 en 2013 et champion de France LF2 2015
- Vainqueur Challenge Round 2016-2017
- Vice-champion de LFB en 2022-2023
- Demi-finaliste Eurocup 2022-2023
- Champion de France LFB 2023-2024
- Finaliste de l’Euroleague 2023-2024

#### Équipe de France
- Médaille d'argent au championnat d'Europe 2015[10], 2017, 2019, 2021.
- Médaille de bronze aux Jeux olympiques d'été de 2020 à Tokyo[21]

#### Équipe de Belgique
- Médaille d'or au championnat d'Europe 2023

## Distinctions personnelles
- Meilleur entraîneur de LFB : saison 2023-2024[22]
- Entraîneur de l'année en EuroLigue : saison 2023-2024[8]